# Parásito eurixeno

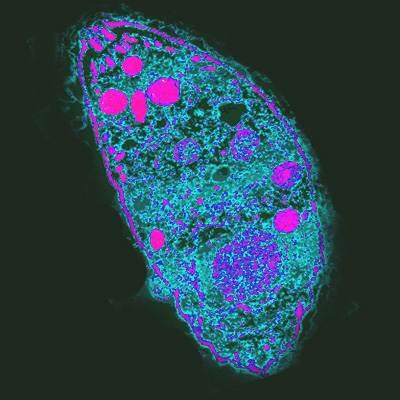
Toxoplasma gondii

Un parásito eurixeno es aquel que tiene un amplio rango de especies animales que le sirven como reservorio. Un ejemplo de esto es Toxoplasma gondii, al cual le sirven de reservorio: conejos, gondis, cerdos, gatos, vacas, ratones, etc. Otro ejemplo es Trichinella spiralis que se reporta en humanos, cerdos, roedores, caballos, jabalíes, delfines, ballenas, además de otras 100 especies de mamíferos (Trichinella pseudospiralis, también dentro del género Trichinella, puede infectar tanto aves como mamíferos).